# Isla Dog (Gambia)
Isla Dog (en inglés: Dog Island, literalmente Isla del Perro) es una pequeña isla, situada a orillas del río Gambia, en la República de Gambia, a unos 13 kilómetros de la desembocadura del río hasta el Océano Atlántico. La superficie de la isla es inferior a 3,5 hectáreas. Durante la marea baja la isla está conectada con el continente, pero durante la marea alta está separada por unos 150 metros de la orilla norte del río. La isla debe su nombre al sonido producido por los babuinos (primate también llamado Papio) que residen en la isla, que desde la distancia suenan como el ladrido de los perros.
El primer europeo conocido en la isla fue Alvise Cadamosto, un capitán veneciano al servicio de la príncipe portugués Enrique el Navegante en 1456, que llamó a la isla Sant' Andrea, a causa de una miembro de la tripulación fallecida llamada "Andrea", que fue enterrada allí.